# Vescomtat de Cavalhon
El vescomtat de Cavalhon (francès Cavaillon) fou una jurisdicció feudal de Provença.
El primer vescomte esmentat fou Guillem Nibelung I fill de Bosó, esmentat el 962. Un altre vescomte de nom Nibelung II apareix posteriorment en una carta de donació a Sant Víctor de Marsella el 1016; va morir entre el 1016 i el 4 d'agost de 1018; estava casat amb Teucinda i van tenir tres fills tots els quals foren vescomtes indivisos:
- Rainald (vescomte vers 1017-1038/43) que ja apareix a la carta del 4 d'agost del 1018 en què dona terres a l'església de Sant Marcel de la Sorga; apareix després en una donació a Sant Víctor el 1033. Es va casar dues vegades, la primera amb una dama desconeguda (de la que va tenir dos fills, Pons i Nibelung) i la segona amb Odila (de la que va tenir un nombre desconegut de fills)

- Guillem esmentat el 1008

- Leufred esmentat el 1008

Enguerrand, germà de Nibelung II, fou bisbe de Cavaillon, esmentat en una donació a Sant Viíctor de Marsella el 1012; estava amistançat amb Adalguda (+ després del 1042 quan va fer una donació a Sant Víctor) de la que va tenir quatre fills.
Després devia ser vescomte Artau, que fou el pare de Enaura, la qual es va casar amb Hug I dels Baus (+960).